# Deflexilodes intermedius
Deflexilodes intermedius är en kräftdjursart som först beskrevs av Robert Alan Shoemaker 1930.  Deflexilodes intermedius ingår i släktet Deflexilodes och familjen Oedicerotidae. Inga underarter finns listade i Catalogue of Life.